# 埃爾多拉多 (阿根廷)

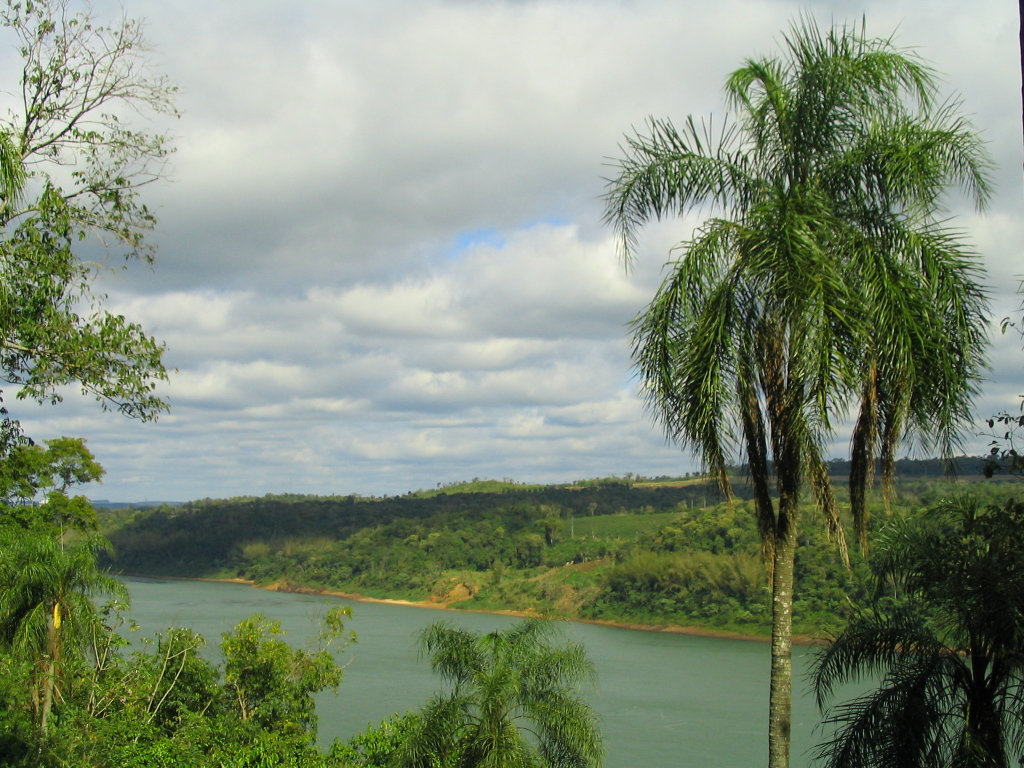
埃爾多拉多

埃爾多拉多（Eldorado）是阿根廷的城市，位於該國東北部巴拉那河東岸，距離首府波薩達斯206公里，由米西奧內斯省 (阿根廷)負責管轄，海拔高度228米，2001年人口54,189。

## 外部連結
- Eldorado （页面存档备份，存于） at WelcomeArgentina.